# Добри Величковски
Добри Величковски, с прякор Циганот (на македонска литературна норма: Добри Величковски Циганот), е разузнавач и бивш ръководител на Дирекцията за сигурност и контраразузнаване на Република Македония.

## Биография
Величковски е роден е през 1943 година.
Той прави кариера в службите за сигурност, където достига до най-високи позиции. През юни 1992 г. е назначен за помощник-министър на вътрешните работи на Република Македония. От 1995 г. до началото на 1998 г. е ръководител на Дирекцията за сигурност и контраразузнаване на Република Македония.
Величковски се специализира в работа по контролиране на носителите на ценностите на ВМРО във Вардарска Македония и в емиграция. Той е в близък контакт с дългогодишния македонистки политически емигрант и първоначален почетен председател на ВМРО-ДПМНЕ Драган Богдановски.
По време на неговия мандат е извършен атентатът върху македонския президент Киро Глигоров. През април 2002 г. Величковски е съдебно обвинен за възпрепятстване на разследването на атентата, но скоро делото е прекратено.
След пенсионирането си през 1998 г. работи в авиокомпанията „Палер Македония“.
Умира на 3 януари 2006 г. в Скопие.